# Beilstein Journal of Organic Chemistry
Beilstein Journal of Organic Chemistry, скорочено Beilstein J. Org. Chem. — рецензований науковий журнал із відкритим доступом, заснований у 2005 році. Видається Beilstein Institute, німецькою некомерційною організацією. Головний редактор — Пітер Сібергер (Інститут колоїдів та інтерфейсів Макса Планка).
Відповідно до Journal Citation Reports, імпакт-фактор журналу на 2020 рік становить 2,88.
До окремих статей журналу доступні наукові відео. 
Журнал підтримує діамантовий відкритий доступ (Diamond Open Access): статті доступні на сайті видавництва у відкритому доступі при відсутності плати за публікацію для авторів. Він також характеризується відсутністю заздалегідь встановлених обмежень щодо кількості сторінок на статтю. Надіслані статті рецензуються дуже швидко та публікуються протягом 4-8 тижнів. Авторські права на публікацію зберігаються за автором, а вміст надається за ліцензією Creative Commons Attribution.
Журнальні статті архівуються PubMed Central , UK PubMed Central, Каталогом журналів відкритого доступу (DOAJ) і Німецькою національною бібліотекою.